# Yakö (peuple)
Pour les articles homonymes, voir Yako.
Les Yakö sont une population d'Afrique de l'Ouest vivant au sud-est du Nigeria dans l'État de Cross River.

## Ethnonymie
Selon les sources et le contexte, on observe différentes formes : Lokö, Okam, Yakös, Yakurr.

## Langue
Leur langue est le yakö, une langue bénoué-congolaise de la branche des langues Cross River.

## Culture

Couronnement de l'Obol Lopon d'Ugep (2015)
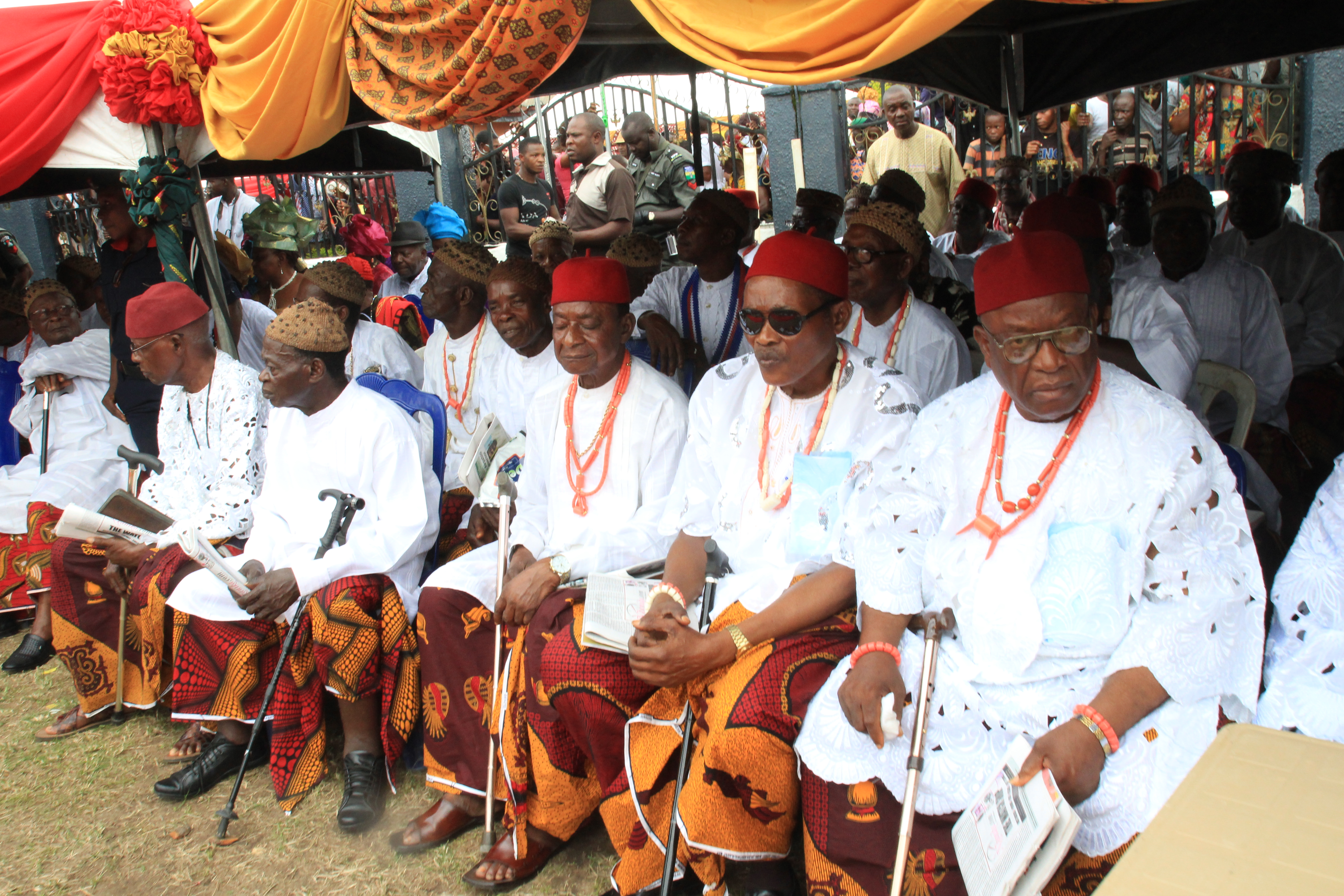
Chefs de clans
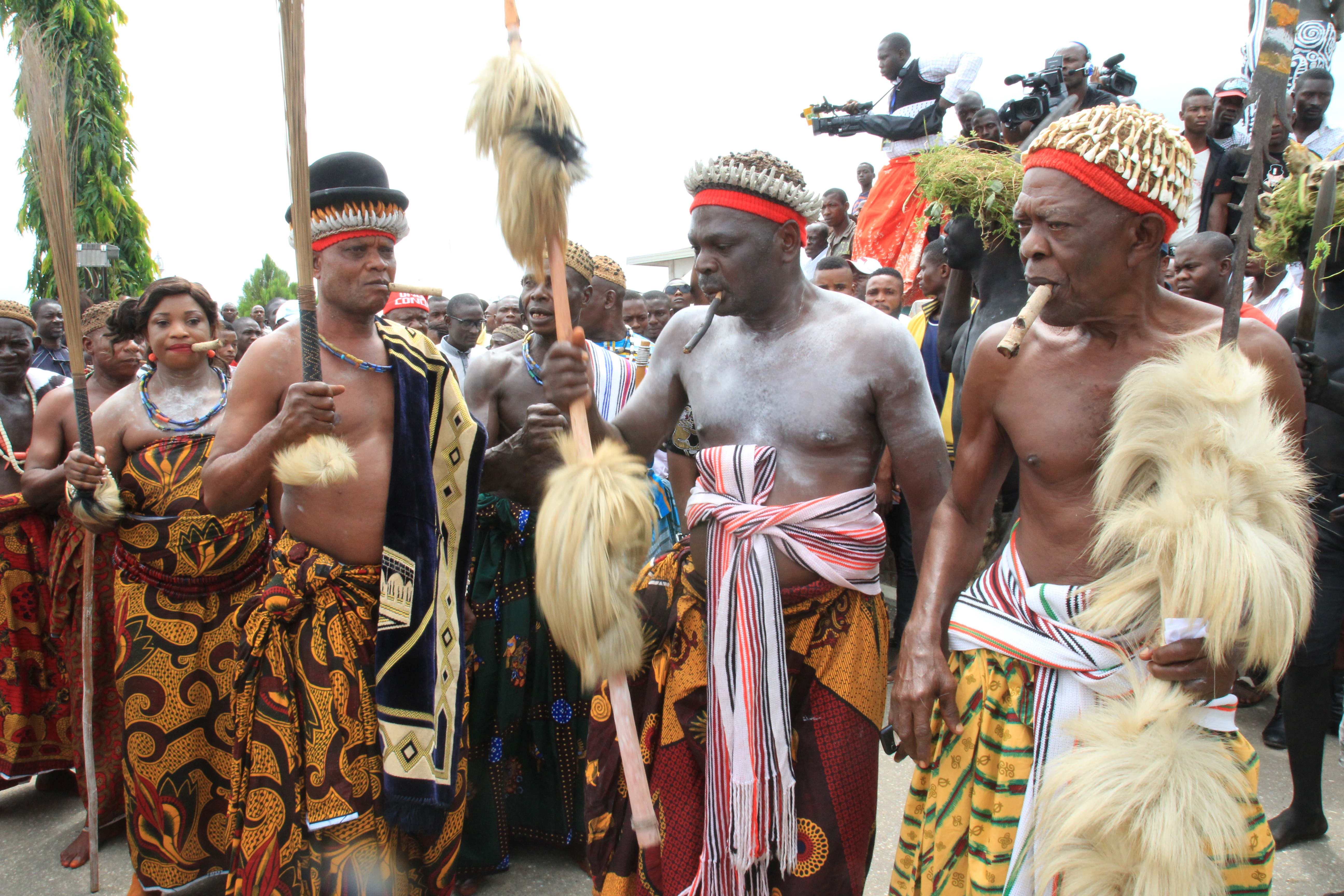
Procession royale
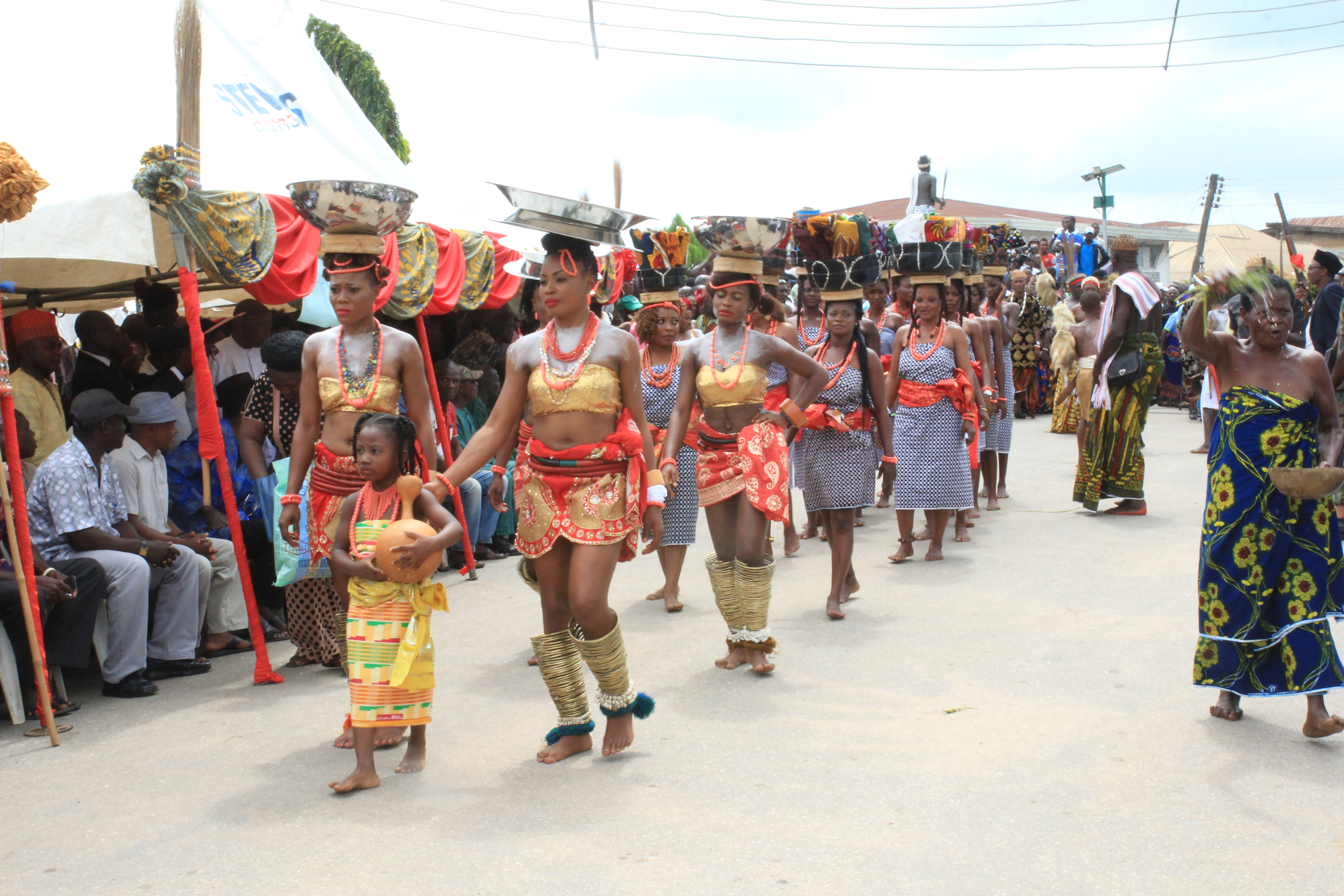
Escorte de jeunes filles
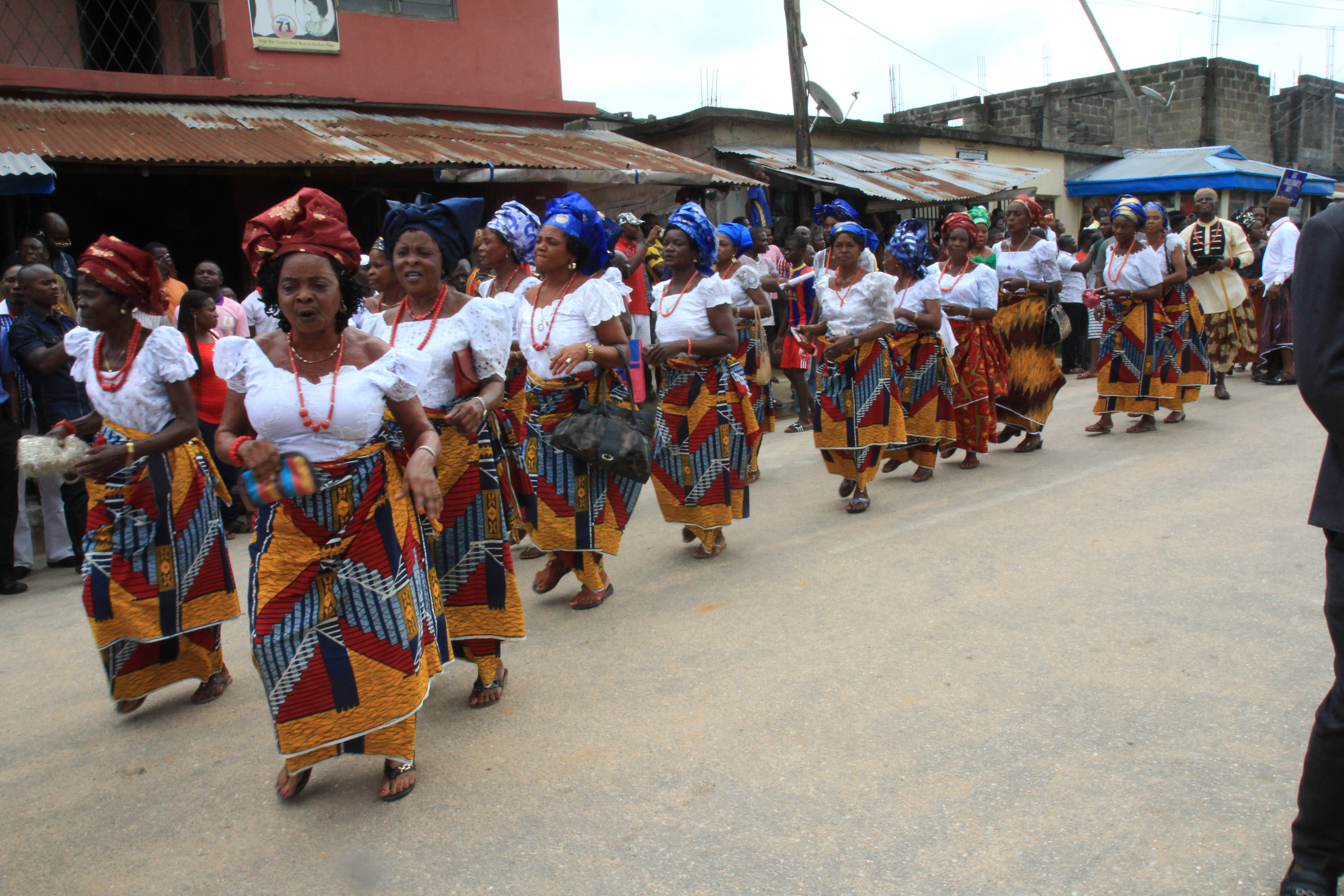
Danse ekeledi